# Čistec hlíznatý

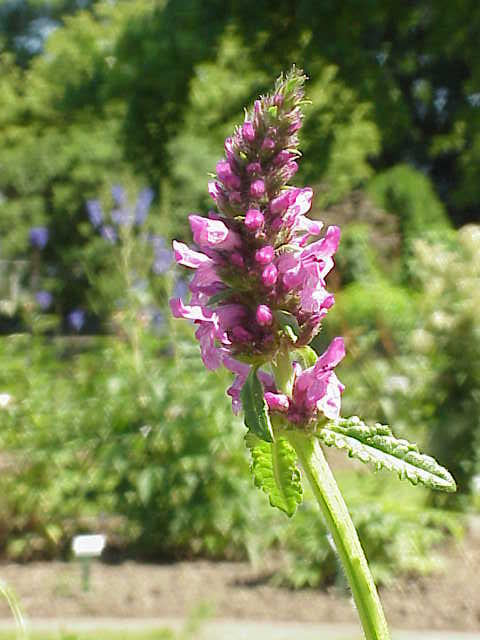
Květenství

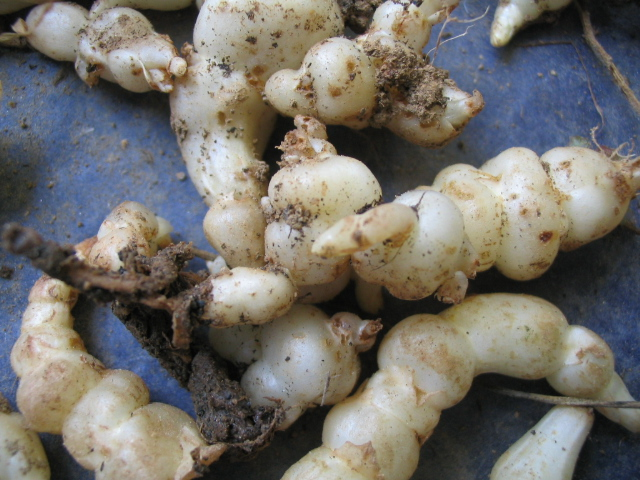
Hlízy

Čistec hlíznatý (Stachys affinis) je vytrvalá rostlina, kvetoucí v letním období drobnými bílými květy na až 40 cm vysoké lodyze. V půdě jí narůstají četné světle šedé hlízy, které jsou poživatelné a rostlina se pro ně pěstuje častěji než pro květy. Pochází z Asie a ve středoevropské přírodě, z důvodu chladného letního počasí, většinou nevykvete.
Bylina byla v minulosti známa pod jménem čistec Sieboldův (Stachys sieboldii), pojmenována podle německého biologa jménem Philipp Franz von Siebold, nebo jako poddruh čistce bahenního.

## Rozšíření
Rostlina je původním druhem v severní a střední Číně a Myanmaru, odkud se brzy rozšířila do Japonska a blízkých asijských zemí. Ve své domovině roste na mokrých až zaplavovaných stanovištích na horských svazích až do nadmořské výšky blízké 3000 m n. m.
Později byla přivezena do Evropy, v roce 1882 se dostala do Francie a pět let nato již byla rozšířena v mnoha zahradách, na přelomu 19. a 20. století se dostala do Německa a Itálie a o málo později i do Severní Ameriky. Dnes je rozšířená v mírném pásu obou polokoulí s výjimkou Austrálie.
V českých zemích byla již počátkem 20. století místně pěstována v zelinářských zahradách i na polích. Brzy dostala do volné přírody, kde byla poprvé zjištěná na Turnovsku v roku 1924. V Česku je považována za nepůvodní druh, neofyt, za rostlinu přechodně zavlečenou.

## Ekologie
Je rostlinou vytrvalou a mrazu odolnou, hlízy mohou přečkat zimu v půdě. Rostlina je nenáročná, nesnáší však trvale zamokřenou půdu, preferuje lehčí, nevysychavé a dostatečně živinami zásobené půdy, snáší stinná stanoviště. V suché nebo těžké jílovité půdě vytváří málo a drobných hlíz. Ve středoevropských podmínkách většinou nekvete a množí se pouze hlízami. Pokud vykvete, tak v červenci a srpnu. Ploidie druhu je 2n = 16.

## Popis
Vytrvalá rostlina s přímou lodyhou, za kvetení vysokou 20 až 40 cm, která vyrůstá z nevelké, zaškrcované hlízy. Lodyha je slabě hranatá, měkce chlupatá, častěji jednoduchá než větvená a porostlá vstřícnými listy, spodní jsou řapíkaté a horní přisedlé. Jejich čepele jsou 3 až 12 cm dlouhé a 1,5 až 6 cm široké, vejčité až eliptické, na koncích dlouze zašpičatělé, po obvodě pilovité a silně chlupaté, nahoře přecházejí v celokrajné listeny; palisty nejsou vyvinuté. Od kořene vyrůstají četné plazivé podzemní výběžky, jejichž konce jsou ztlustlé do prstencovitě zaškrcovaných hlíz, 1 až 2 cm hrubých a 2 až 7 cm dlouhých. Hlíza je v uzlinách (nodech) zúžená, má tenkou, neroztrhanou a nezjizvenou perleťovou slupku a pod ní bílou dužinu, v půdě se podobá ponravě či velké housence.
Na konci lodyhy vyrůstají v lichopřeslenech růžové 1,5 cm dlouhé, oboustranně souměrné, dvoupyské, dvoupohlavné květy sestavené do hustého lichoklasovitého květenství. Kalich s trubkou je zvonkovitý a za plodu přibližně do třetiny rozeklaný v pět nafialovělých, kopinatých cípů hustě porostlých žláznatými chloupky a ukončených tuhou špičkou. Koruna je dlouhá až 15 mm, rovná trubka je světle nachová, horní dvoulaločný pysk je rovný, svrchu chlupatý a znatelně kratší, spodní třílaločný je tmavěji zdobený, dolu sehnutý a téměř nedělený. V květu jsou čtyři tyčinky s prašníky, dvě přední jsou delší. Svrchní semeník je vytvořen ze dvou plodolistů a následkem nepravých přehrádek vznikly čtyři oddíly a v každém je po jednom vajíčku. Čnělka s bliznou je jediná. Ve čtyřlaločném podsemeníkovém valu je vylučován nektar pro opylující hmyz.
Plod jsou čtyři černohnědé, slabě lesklé tvrdky (semena) asi 2 mm dlouhé a 1,5 mm široké. Bývají volně uložené na dně vytrvalého kalichu a po uzrání snadno vypadávají. Statná rostlina ročně vyprodukuje i 300 tvrdek. Jsou rozšiřované větrem nebo mravenci. Ze semene nejdříve vyrůstají jen nitkovité kořínky a teprve v druhé polovině roku se začíná vytvářet drobná hlíza.

## Rozmnožování
Na podzim po uschnutí lodyhy lze v půdě, v různé hloubce a vzdálenosti od kořene nalézt, v závislosti na klimatických a půdních podmínkách, 10 až 50 hlíz. Z nich následným rokem každá může zakořenit a vypustit lodyhu s listy, případně i vytvořit květenství. Zůstane-li hlíza celá, vyroste z ní dalším rokem jedna rostlina, při jejím rozlámání často z jednotlivých částí, z každého spícího očka, samostatná rostlina. Hlíza, z níž rostla současná lodyha, na podzim zaniká.
Protože se nerozmnožuje semeny, ale hlízami, může růst pouze na místech, kde byl lidmi zanesen. Roste hlavně na místech bývalých zahrad a skládek zahradního odpadu. Někteří zahrádkáři, nechtíce si zaplevelit zahrádku, jej vysazovali na vlhká, pustá místa na březích řek, příkopů, po okrajích křovin (snáší stín) i na opuštěných vlhkých loukách.

## Význam
Jsou poživatelné syrové i vařené, mají tenkou blanitou kůži, křupavou dužinu a po umytí se jedí loupané i neloupané. Mají ořechovou příchuť a používají se syrové jako součást salátů, nebo se krátce povaří ve slané vodě a omastí máslem. Po vystavení vzduchu mění barvu, ztrácejí chuť a měknou, nejdou dlouhodobě skladovat. Nejlepší je sklízet hlízy podle potřeby. Začínají klíčit od +5 °C, vývoj hlíz trvá pět až sedm měsíců. Vysazují se v březnu a sklízejí od října do zámrazu nebo až na konci zimy. Je při sklizni prakticky nemožné najít v půdě všechny hlízy, vždy tam nějaké zůstanou a v následující sezóně vyrostou.
Hlízy jsou výživné a lehce stravitelné, jsou vhodné zvláště pro nemocné. Za sucha obsahují až 90 %. tetrasacharózy (stachyózy) tvořené galaktózou, glukózou a fruktózou, mají vysoký obsah vlákniny, draslíku a minimum tuků.